# سنغبر (تكاب)
سنغبر (بالفارسية: سنگبر) هي قرية تقع في إيران في Takab Rural District. يقدر عدد سكانها بـ 63 نسمة بحسب إحصاء 2016.